# پوستوپیتسه
پوستوپیتسه (به چکی: Postupice) یک منطقهٔ مسکونی در جمهوری چک است که در ناحیه بنشوو واقع شده‌است. پوستوپیتسه ۴۰ کیلومتر مربع مساحت و ۱٬۲۱۲ نفر جمعیت دارد و ۴۱۶ متر بالاتر از سطح دریا واقع شده‌است.